# Ꙥ
El suave(Ꙥ ꙥ; cursiva:   Ꙥ ꙥ   ) es una letra de la Escritura cirílica, una letra cirílica como la ligadura de El (Л л   Л л  ) y Ge (Г г   Г г  
El suave se usa en Lengua eslava de la antigua iglesia para representar dark L sonido l, un sonido prevalente en varias lenguas eslavas.